# Mekkai metró
A Mekkai metró (arab nyelven: قطارات مكة للنقل العام) a Szaúd-Arábiai Mekka metróhálózata, mely 2010. november 13-án nyílt meg. A hálózat egyetlen vonalból áll, amelyen összesen kilenc állomás található. További négy vonal áll építés alatt.

## Állomások
- Jamarat (Mina 3)
- Mina 2
- Mina 1
- Muzdafilah 3
- Muzdafilah 2
- Muzdafilah 1
- Arafat 3
- Arafat 2
- Arafat 1

## Fordítás
- Ez a szócikk részben vagy egészben  a   Mecca Metro című angol Wikipédia-szócikk ezen változatának fordításán alapul.  Az eredeti cikk szerkesztőit annak laptörténete sorolja fel. Ez a jelzés csupán a megfogalmazás eredetét és a szerzői jogokat jelzi, nem szolgál a cikkben szereplő információk forrásmegjelöléseként.